# Noguera de Albarracín

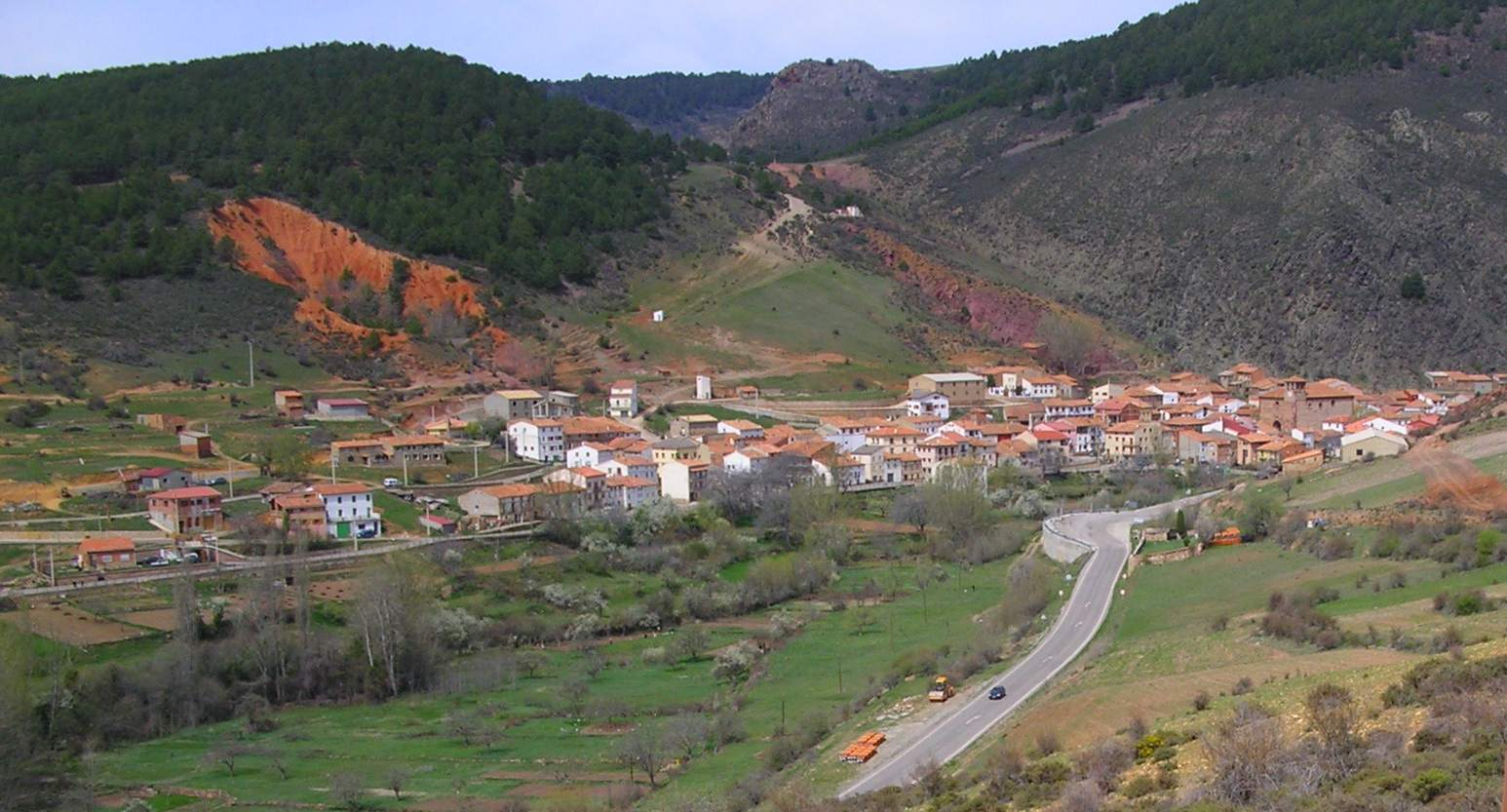
Vista general de Noguera de Albarracín

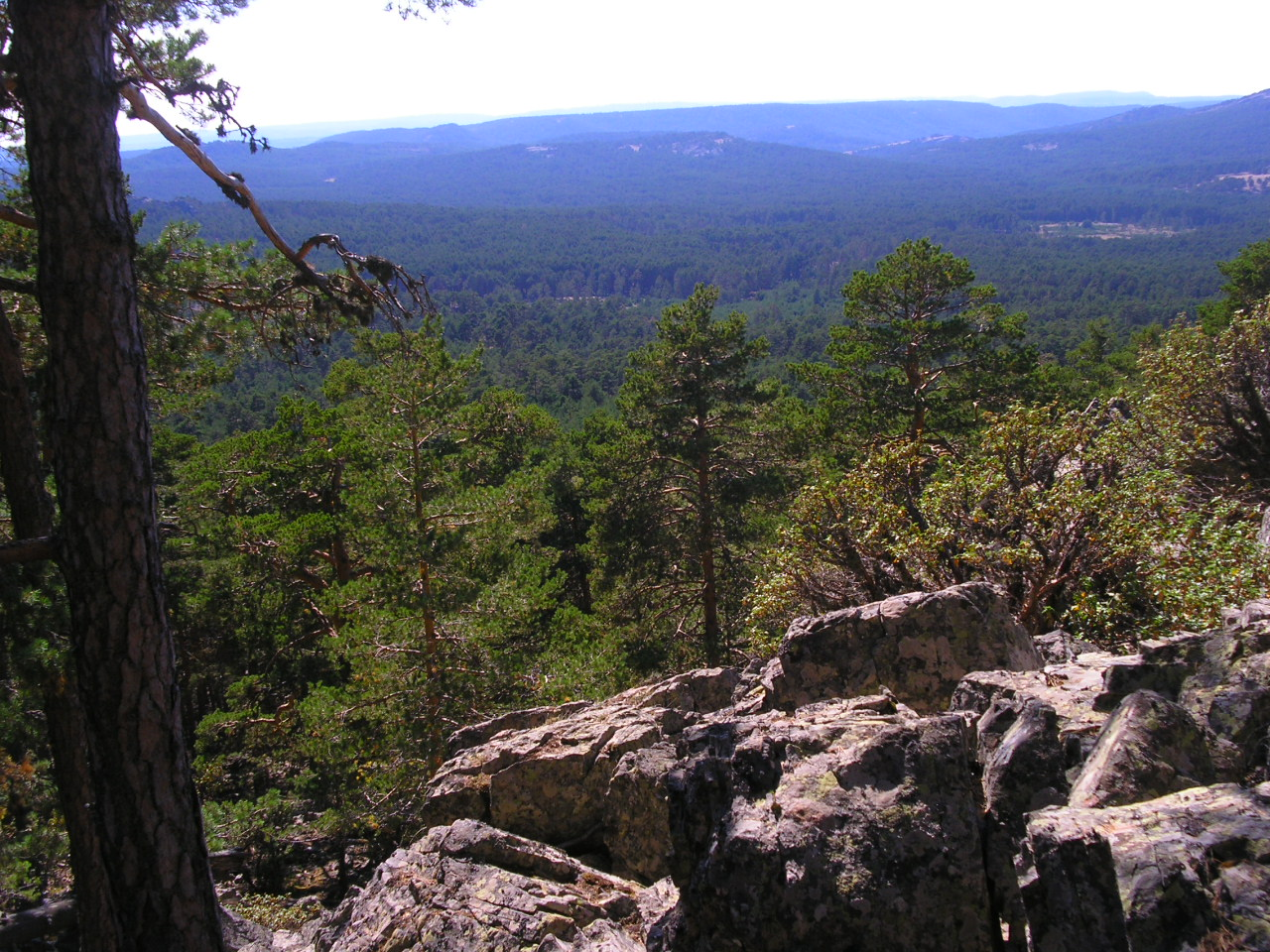
Paisatge als voltants de Noguera de Albarracín.

Noguera de Albarracín és un municipi d'Aragó, situat a la província de Terol i enquadrat a la comarca de la Serra d'Albarrasí.